# Petrichus tullgreni
Petrichus tullgreni es una especie de araña del género Petrichus, familia Philodromidae. Fue descrita científicamente por Simon en 1902.

## Distribución
Esta especie se encuentra en Argentina.